# بيندكت فريدمان
بيندكت فريدمان (بالإنجليزية: Benedict Freedman)‏ (19 ديسمبر 1919 - 24 فبراير 2012)؛ كاتب سيناريو، رياضياتي وروائي أمريكي.

## روابط خارجية
- بيندكت فريدمان على موقع IMDb (الإنجليزية)
- بيندكت فريدمان على موقع قاعدة بيانات الفيلم (الإنجليزية)